# Анока (окръг, Минесота)
Окръг Анока (на английски: Anoka County) е окръг в щата Минесота, Съединени американски щати. Площта му е 1155 km², а населението - 327 090 души. Административен център е град Анока.